# Engenho Velho de Brotas
O Engenho Velho de Brotas é um bairro do subdistrito de Brotas, em Salvador, capital do estado brasileiro da Bahia.

## Histórico
Originalmente era um dos muitos engenhos que produziam o açúcar - principal riqueza do Brasil Colônia, que deu nome ao bairro, este engenho ocupava uma grande área que se estendia até o que hoje é o bairro do Engenho Velho da Federação.[carece de fontes?]
Era neste bairro que estava localizada a Prefeitura Municipal do Salvador. Aí estava localizada a residência da família do poeta Castro Alves, amplo solar que tinha a vista para a Baía de Todos os Santos e que, ao longo do tempo, foi Hospital Psiquiátrico (chamado originalmente de São João de Deus e depois Juliano Moreira), sendo também mais recentemente a sede da Secretaria Municipal de Educação e Cultura - SMEC. Porém, atualmente o casarão encontra-se destruído internamente devido ao um incêndio que provocou danos em 70% de sua estrutura, tapumes foram colocados em volta da edificação e até hoje não foram feitas as recuperações deste importante símbolo do bairro. A SMEC agora localiza-se próxima a antiga sede no antigo colégio particular Jean Piaget.[carece de fontes?]
Ali há uma grande concentração de população afrodescendente, oriunda da grande população de escravos que afluíram para a Bahia, ao tempo da escravidão.[carece de fontes?]
Na segunda metade do século XX a porção oriental do bairro foi sendo urbanizada, com a construção de vários conjuntos habitacionais, dos quais os maiores são os Conjuntos Edgard Santos, Castro Alves, Prof. Magalhães Neto, Atenas, Clériston Andrade, César Araújo, Caravelas II, Solar Boa Vista e o Conjunto Flaviano Guimarães.[carece de fontes?]
O bairro possui subdivisões (localidades) tais como: Bariri, Manguinhos, Capelinha, Ladeira do Inferno, Fim de Linha, Fim de Linha da Mangueira (local de retorno dos coletivos), etc.[carece de fontes?]

## Demografia
Foi listado como um dos bairros menos perigosos de Salvador, segundo dados do Instituto Brasileiro de Geografia e Estatística (IBGE) e da Secretaria de Segurança Pública (SSP) divulgados no mapa da violência de bairro em bairro pelo jornal Correio em 2012. Ficou entre os bairros mais tranquilos em consequência da taxa de homicídios para cada cem mil habitantes por ano (com referência da ONU) ter alcançado o segundo nível mais baixo, com o indicativo "1-30", sendo um dos melhores bairros na lista.